# Serromyia punctata
Serromyia punctata är en tvåvingeart som beskrevs av Giles och Wirth 1982. Serromyia punctata ingår i släktet Serromyia och familjen svidknott.
Artens utbredningsområde är Sri Lanka. Inga underarter finns listade i Catalogue of Life.